# Amos Hoffman
Amos Hoffman est un guitariste et oudiste israélien. Il a joué avec le contrebassiste Avishai Cohen sur de nombreux albums notamment Adama paru en 1998.